# Predrag Šarić
Predrag Šarić (Šibenik, 20. studenoga 1959.), bivši hrvatski košarkaš, povremeni državni reprezentativac. Najbolji strijelac Šibenke u povijesti. 1980.-ih je igrao u legendarnoj Šibenci s Draženom Petrovićem, u generaciji koja je ušla u 1. ligu i igrala dvaput završnicu Kupa Radivoja Koraća (1981./82. i 1982./83.). Oženjen je Veselinkom, lucidnom košarkašicom koja je igrala za šibenski klub Elemes, a čiji je napredak ograničavalo što je igrala na istoj poziciji kao i onda najbolja europska košarkašica Danira Nakić.
Otac je hrvatskog košarkaškog reprezentativca Darija i Dane, koja je bila hrvatska reprezentativka u uzrastu do 16 godina, a supruga Veselinka Šarić igrala je za šibenski klub Elemes.
Osim za Šibenik, igrao je za Zadar s kojim je igrao u europskim kupovima 1993. i Triglav osiguranje iz Rijeke, gdje je igrao s legendarnim veteranima Dankom Cvjetičaninom i Mariom Primorcem u Kupu Radivoja Koraća 1995. 1990.-ih je završio košarkašku karijeru i novac je uložio autoprijevozničku tvrtku koju je osnovao njegov brat.